# Homeomorfisme
|  | No s'ha de confondre amb homomorfisme. |

En matemàtiques, i més precisament en topologia, un homeomorfisme és un isomorfisme topològic; és a dir, una aplicació entre dos espais topològics que en preserva les respectives topologies. Un homeomorfisme és doncs una bijecció contínua amb inversa contínua; per això també s'anomenen aplicacions bicontínues.
El terme homeomorfisme prové de les paraules gregues ὅμοιος (homoios) = similar i μορφή (morphē) = forma.

Una tassa i un dònut són homeomorfs. Encara més, hi ha una deformació contínua de l'espai que transforma l'un en l'altre.

Els homeomorfismes preserven les propietats topològiques dels espais que relacionen. Dos espais topològics es diuen homeomorfs quan existeix un homeomorfisme entre ells: des del punt de vista topològic, tenen les mateixes propietats.
La topologia és precisament la branca de la matemàtica que estudia les propietats dels objectes que no canvien en aplicar-los homeomorfismes.
Si pensem en un espai topològic com un objecte geomètric, un homeomorfisme és una transformació que permet deformar-lo: estirar-lo, arronsar-lo, doblegar-lo... Un acudit prou conegut afirma que un topòleg és aquell matemàtic que no distingeix un dònut d'una tassa de cafè.

## Definició
Siguin X i Y espais topològics. Una aplicació f: X → Y és un homeomorfisme quan compleix les propietats següents:
- f és bijectiva
- f és contínua
- La seva inversa f -1 és contínua (o, cosa que és el mateix, f és una aplicació oberta).

En tal cas, es diu que X i Y són homeomorfs, i sovint s'escriu X≅Y.

## Exemples

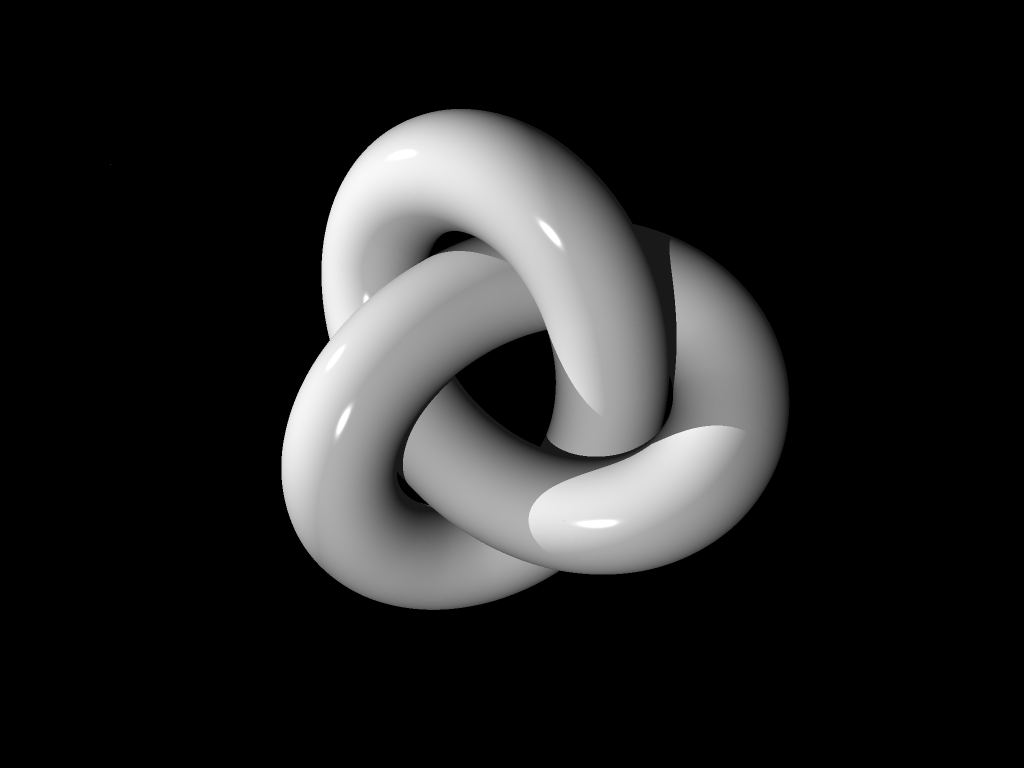
El nus del trèvol és homeomorf a la circumferència; tanmateix, això no significa que hi hagi una deformació contínua de l'espai que transformi l'un en l'altre. (En aquesta imatge el nus s'ha engruixit per a fer-lo més visible.)

- L'interval obert I =]−1,+1[ és homeomorf a la recta real R. Utilitzeu la funció {\displaystyle f(x)={\frac {2x-1}{x(x-1)}},}, x és a I.

- Un disc i un quadrat (subconjunts del pla R²) són homeomorfs.

- L'esfera S₂, privada d'un punt, és homeomorfa al pla R².

- L'espai producte S1 × S1 de dues circumferències és homeomorf a un tor bidimensional.

- Dos espais mètrics isomètrics són homeomorfs.

- Dues varietats diferenciables difeomorfes són homeomorfes.

- Rn i Rm no són homeomorfs si n≠m (teorema de la invariància de la dimensió).

- Una bijecció contínua pot no ser un homeomorfisme, ja que no té per què ser oberta. Alguns exemples:
  - L'aplicació f: [0,2π[ → S1 tal que f(t) = (cost,sint).
  - L'aplicació identitat Id: X1 → X₂ en un conjunt X de més d'un element, on X1 té la topologia discreta i X₂ té la topologia grollera.

## Propietats
L'aplicació identitat d'un espai topològic, la composició de dos homeomorfismes, i l'aplicació inversa d'un homeomorfisme, són totes elles homeomorfismes. En particular, el conjunt dels homeomorfismes d'un espai topològic X en ell mateix és un grup, a vegades representat per Homeo(X).
Una bijecció contínua i oberta, o contínua i tancada, és un homeomorfisme. La darrera condició es compleix automàticament en alguns casos: si f: X → Y és una bijecció contínua, X és quasicompacte, i Y és separat, llavors f és tancada i doncs un homeomorfisme.
Qualsevol difeomorfisme entre varietats diferencials és un homeomorfisme entre els espais topològics subjacents. Tanmateix existeixen homeomorfismes que no són difeomorfismes, per exemple l'aplicació {\displaystyle f:\mathbb {R} \longrightarrow \mathbb {R} } definida per {\displaystyle f(x)=x^{3}}.
Un homeomorfisme és en particular una equivalència homotòpica.